# Miha Turšič
Miha Turšič, slovenski oblikovalec. * 15. 2. 1975, Ljubljana.
Miha Turšič je od leta 1994 do 1999 študiral industrijsko oblikovanje  na »Akademiji  za likovno umetnost« v Ljubljani, na oddelku za industrijsko oblikovanje. Na začetku svoje poklicne poti je deloval v digitalni produkcijski hiši ARXEL TRIBE kot oblikovalec digitalnih vizualizacij. Leta 1998 soustanovi oblikovalsko podjetje ASOBI.  Po letu 2005 svoje raziskave usmeri v oblikovanje breztežnostnih okolij. Njegovi izdelki združujejo informacijski dizajn s kozmističnimi strukturami in novimi pogoji v breztežnosti. 
Leta 2006 revija za dizajn ID proglasi ASOBI za oblikovalce leta za oblikovanje svetlobnih objektov. 
Sodeluje v okviru postgravitacijskega gledališča Zupančič-Živadinov-Turšič oz. projekta Noordung.  
Miha Turšič sodeluje z ruskim središčem za usposabljanje kozmonavtov »Jurija Gagarina«.
Od leta 2012 do 2015 je bil direktor Zavoda KSEVT.